# 天然林
天然林（Ancient woodland）又称自然林，是指靠天然能力形成的森林。
包括天然形成的森林（原始森林）和人工促进天然更新或萌生所形成的森林（次生林）。